# Hércules CF
Hércules Club de Fútbol is een Spaanse voetbalclub uit Alicante. De club is opgericht in 1922. Thuisstadion is het Estadio José Rico Pérez. Na het tussenseizoen 2020-2021 kwam de ploeg zelfs in de Segunda División RFEF, oftewel het vierde niveau van het Spaans voetbal terecht.

## Geschiedenis
In de loop der jaren heeft Hércules CF veel hoogtepunten en dieptepunten meegemaakt. In totaal speelde de club 19 seizoenen in de Primera División, maar ook 11 seizoenen in de Segunda División B en zeven jaar in de Tercera División. Hércules CF is echter vooral een club uit de Segunda División A: in deze divisie speelde de club tot nu toe 35 seizoenen. In het seizoen 1995/1996 werd Hércules CF kampioen in deze divisie, waardoor de club promoveerde naar het hoogste niveau. Daarna zakte Hércules CF echter weer af naar lagere divisies. Vanaf het seizoen 2005/2006 speelde de club uit Alicante weer in de Segunda División A. In 2010 promoveerde Hércules CF als nummer twee van de Segunda A naar de Primera División, maar de terugkeer was van korte duur aangezien op het einde van het seizoen de ploeg op de twintigste en laatste plaats eindigde. Na een tweede degradatie in vier jaren speelde de club sinds 2014 terug in de Segunda División B. Na het tussenseizoen 2020-2021 kwam de ploeg zelfs in de Segunda División RFEF, oftewel het vierde niveau van het Spaans voetbal terecht.

## Eindklasseringen
- 1940 6e
Primera División
- 1941 9e
Primera División
- 1942 13e
Primera División
- 1943 4e
Segunda División
- 1944 10e
Segunda División
- 1945 2e
Segunda División
- 1946 14e
Primera División
- 1947 4e
Segunda División
- 1948 6e
Segunda División
- 1949 4e
Segunda División
- 1950 10e
Segunda División
- 1951 4e
Segunda División
- 1952 4e
Segunda División
- 1953 2e
Segunda División
- 1954 2e
Segunda División
- 1955 6e
Primera División
- 1956 16e
Primera División
- 1957 2e
Segunda División
- 1958 5e
Segunda División
- 1959 13e
Segunda División
- 1960 1e
Tercera División
- 1961 3e
Segunda División
- 1962 7e
Segunda División
- 1963 8e
Segunda División
- 1964 2e
Segunda División
- 1965 4e
Segunda División
- 1966 1e
Segunda División
- 1967 15e
Primera División
- 1968 15e
Segunda División
- 1969 1e
Tercera División
- 1970 1e
Tercera División
- 1971 11e
Segunda División
- 1972 14e
Segunda División
- 1973 9e
Segunda División
- 1974 2e
Segunda División
- 1975 5e
Primera División
- 1976 6e
Primera División
- 1977 12e
Primera División
- 1978 14e
Primera División
- 1979 12e
Primera División
- 1980 15e
Primera División
- 1981 13e
Primera División
- 1982 17e
Primera División
- 1983 8e
Segunda División
- 1984 3e
Segunda División
- 1985 15e
Primera División
- 1986 17e
Primera División
- 1987 5e
Segunda División
- 1988 18e
Segunda División
- 1989 8e
Segunda División B
- 1990 13e
Segunda División B
- 1991 5e
Segunda División B
- 1992 5e
Segunda División B
- 1993 4e
Segunda División B
- 1994 7e
Segunda División
- 1995 9e
Segunda División
- 1996 1e
Segunda División
- 1997 21e
Primera División
- 1998 11e
Segunda División
- 1999 21e
Segunda División
- 2000 4e
Segunda División B
- 2001 11e
Segunda División B
- 2002 3e
Segunda División B
- 2003 11e
Segunda División B
- 2004 9e
Segunda División B
- 2005 2e
Segunda División B
- 2006 17e
Segunda División
- 2007 16e
Segunda División
- 2008 6e
Segunda División
- 2009 4e
Segunda División
- 2010 2e
Segunda División
- 2011 19e
Primera División
- 2012 5e
Segunda División
- 2013 17e
Segunda División
- 2014 22e
Segunda División
- 2015 4e
Segunda División B
- 2016 3e
Segunda División B
- 2017 7e
Segunda División B
- 2018 10e
Segunda División B
- 2019 2e
Segunda División B
- 2020 18e
Segunda División B
- 2021 4e
Segunda División B
- 2022 5e
Segunda Federación
- 2023 7e
Segunda Federación
- 2024 1e
Segunda Federación
- 2025 12e
Primera Federación

- Primera División
- Segunda División
- Primera Federación
- Segunda Federación
- Segunda División B
- Tercera Federación

## Bekende spelers

### Nederlanders
- Kiran Bechan
- Royston Drenthe
- Piet Velthuizen
- Jeffrey Sarpong

### Spanjaarden
- Luis Aragonés
- Francisco Farinós
- Miguel Alfonso Herrero
- Piti Medina
- César Martín
- Rubén Navarro
- Javier Portillo
- Antoni Torres
- Daniel Tortolero
- Xisco Nadal

### Overig
- Yaw Acheampong
- Kossi Agassa
- Ludovic Butelle
- Ionel Dănciulescu
- Rónald Gómez
- Mario Kempes
- Pepe Kustudic
- Sandro Mendes
- Dubravko Pavlicic
- Peter Rufai
- Geronimo Saccardi
- Dante Sanabria
- David Trezeguet
- Nelson Valdez
- Josip Visnjic

## Bekende coaches
- Manolo Jiménez
- Carlos Jurado
- Arsenio Iglesias

Grupo 1:
Amorebieta .
Andorra .
Arenteiro ·
Barakaldo . 
FC Barcelona Atlètic ·
Bilbao Athletic .
Celta B ·
Irun ·
Cultural Leonesa ·
Lugo ·
Osasuna B ·
Ourense CF .
Ponferrada ·
Segovia .
Sestao River ·
Real Sociedad B ·
Tarragona ·
Tarazona ·
Salamanca .
Zamora CF

Grupo 2:
Alcorcón .
Alcoyano ·
Algeciras ·
Antequera ·
Atlético Madrid B ·
Atlético Sanluqueño ·
Real Betis B .
Ceuta ·
Fuenlabrada ·
Hércules Alicante .
Ibiza ·
Intercity ·
Marbella ·
Mérida ·
Murcia ·
Real Madrid Castilla ·
Recreativo Huelva ·
FC Sevilla B .
Villarreal B .
Yecla